# Shane Codd
Shane Codd (ur. 1997 w Dublinie) – irlandzki DJ i producent związany z Polydor Records.

## Życiorys
Urodził się w Dublinie, ale w wieku 11 lat przeniósł się do hrabstwa Cavan. Mieszka w Bailieborough. Studiuje biznes i język irlandzki na Dublin City University; naukę przerwał z uwagi na sukcesy muzyczne.

## Twórczość
Inspiruje się muzyką taneczną przełomu XX i XXI wieku, a także twórcami EDM, takimi jak Avicii i Swedish House Mafia.
W 2018 był został finalistą konkursu Breakout Producer organizowanego przez Marka McCabe; jego muzyka została wyemitowana w irlandzkiej stacji SPIN 1038.
Jego debiutancki singel Get Out My Head ukazał się w maju 2020 roku. Po raz pierwszy ukazał się na SoundCloud i Spotify, by zwrócić na siebie uwagę Polydor Records, które wkrótce podpisało z nim kontrakt. Piosenka osiągnęła wysokie pozycje na irlandzkich i brytyjskich listach przebojów. W 2021 wydał single Always On My Mind oraz It Ain't Right.